# ULAS J1120+0641
ULAS J1120+0641是一颗报告于2011年6月29日的类星体。它是人类发现的第一颗红移值在7以上的类星体，截至2011年9月，它是已知离地球最远的类星体。包括美联社在内的很多新闻报道都称这是迄今为止在宇宙中看到的最亮的天体。但其实这种描述是错误的，在已知的类星体中，有的类星体比ULAS J1120+0641明亮至少100倍以上。

## 发现
ULAS J1120+0641是由位于夏威夷的英国红外线望远镜所进行的英国红外深空巡天项目（UKIRT Infrared Deep Sky Survey，UKIDSS）所发现的。它的名字中ULAS是UKIDSS Large Area Survey的缩写，J是指历元为J2000，1120+0641指这颗类星体位于赤经11h 20m，赤纬+06° 41′的天区（属于狮子座，位于恒星西上将附近）。ULAS J1120+0641是在波长较长、能量较低的红外线波段发现的。而当光线从ULAS J1120+0641射出时，它是以波长短、能量高的紫外线形式发射的，但由于宇宙空间膨胀，光线的能量和波长发生改变，天体发出的光波被拉长，谱线因此出现红移。
在发现ULAS J1120+0641之前，这个科学家小组花了数年的时间，希望找到红移值超过6.5的类星体。而ULAS J1120+0641远远超过他们的期待，红移值超过了7。由于UKIDSS只是一个近红外线光度调查，只能判断ULAS J1120+0641的红移值在6.5以上。在宣布他们的发现前，这个小组使用双子北望远镜和甚大望远镜对它的光谱进行进一步分析，并最终确定它的红移值为7.085±0.003。

## 描述

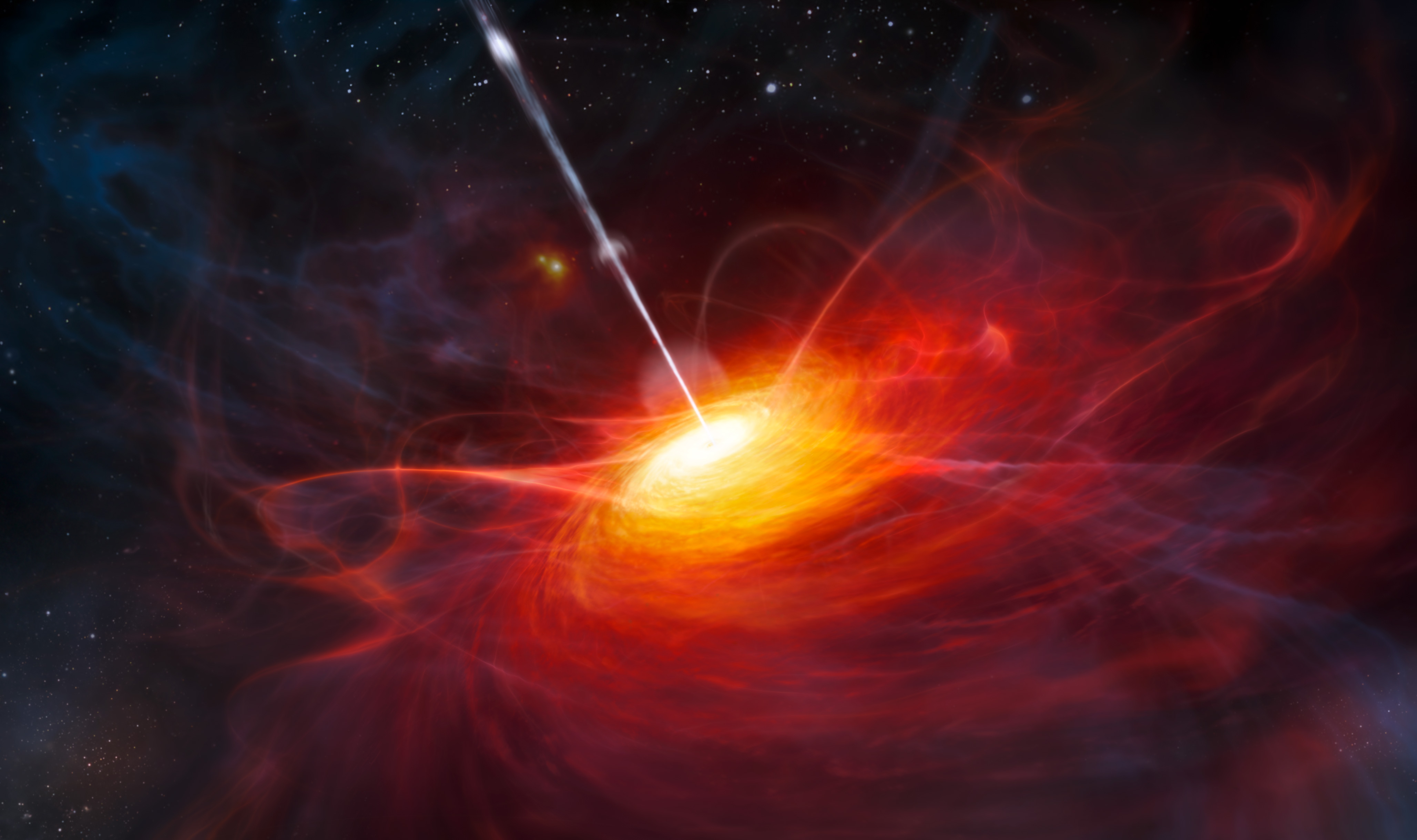
艺术家笔下的ULAS J1120+0641

ULAS J1120+0641的红移值为7.085，这意味着它的共动距离为288.5亿光年（虽然这个数值远远大于目前人类所能观测到宇宙，但并非矛盾，而是因为光源自发出光后，光源本身仍在运动，这种距离叫做“共动距离”）。ULAS J1120+0641也因此超过CFHQS J2329-0301，成为迄今位置人类所知最远的类星体。从地球上看到的来自类星体的光线是约130亿年以前发出的，距大爆炸仅有7.7亿年。这比CFHQS J2329-0301早了约1亿年。
ULAS J1120+0641的光度估计在6.3×1013太阳光度。它的能量主要是通过一个质量为2（+1.5/-0.7）×109太阳质量的超大質量黑洞输出。

## 重要性
现在地球看到ULAS J1120+0641发射出的光在大爆炸理论中预言的星际介质从电中性到电离状态过渡的时候发出。类星体可能是标志宇宙黑暗时代结束的再电离过程中的一个重要能量来源。因此发现一个过渡期时候的类星体有重大的理论价值。由于类星体强烈的紫外线辐射，也被认为是研究再电离过程的最好来源。
这是科学家首次看到光谱有很大部分出现中性（非离子）氢吸收的类星体。据科学小组的首席科学家Daniel Mortlock估计，ULAS J1120+0641的红移中10%至50%的氢都是电中性的。在其他类星体中，即使在只比它年轻1亿年的CFHQS J2329-0301，中性氢很少，仅有1%甚至更少。
ULAS J1120+0641中的超大質量黑洞质量超过人们所预计的。爱丁顿极限设置了黑洞所能到达的最大范围，因此这个在大爆炸后不久形成超大質量黑洞必须具有非常高的初始质量，或是通过成千上万个较小的黑洞合併而成。

## 外部资料
- ESO, 最远的类星体（图片） （页面存档备份，存于）
- PhysOrg, 科学家发现最远的类星体（动画）

| 紀錄                      | 紀錄                         | 紀錄                     |
| ------------------------- | ---------------------------- | ------------------------ |
| 前任者： CFHQS J2329-0301 | 最遙遠的類星體 2011年–2017年 | 繼任者： ULAS J1342+0928 |